# 豪邸

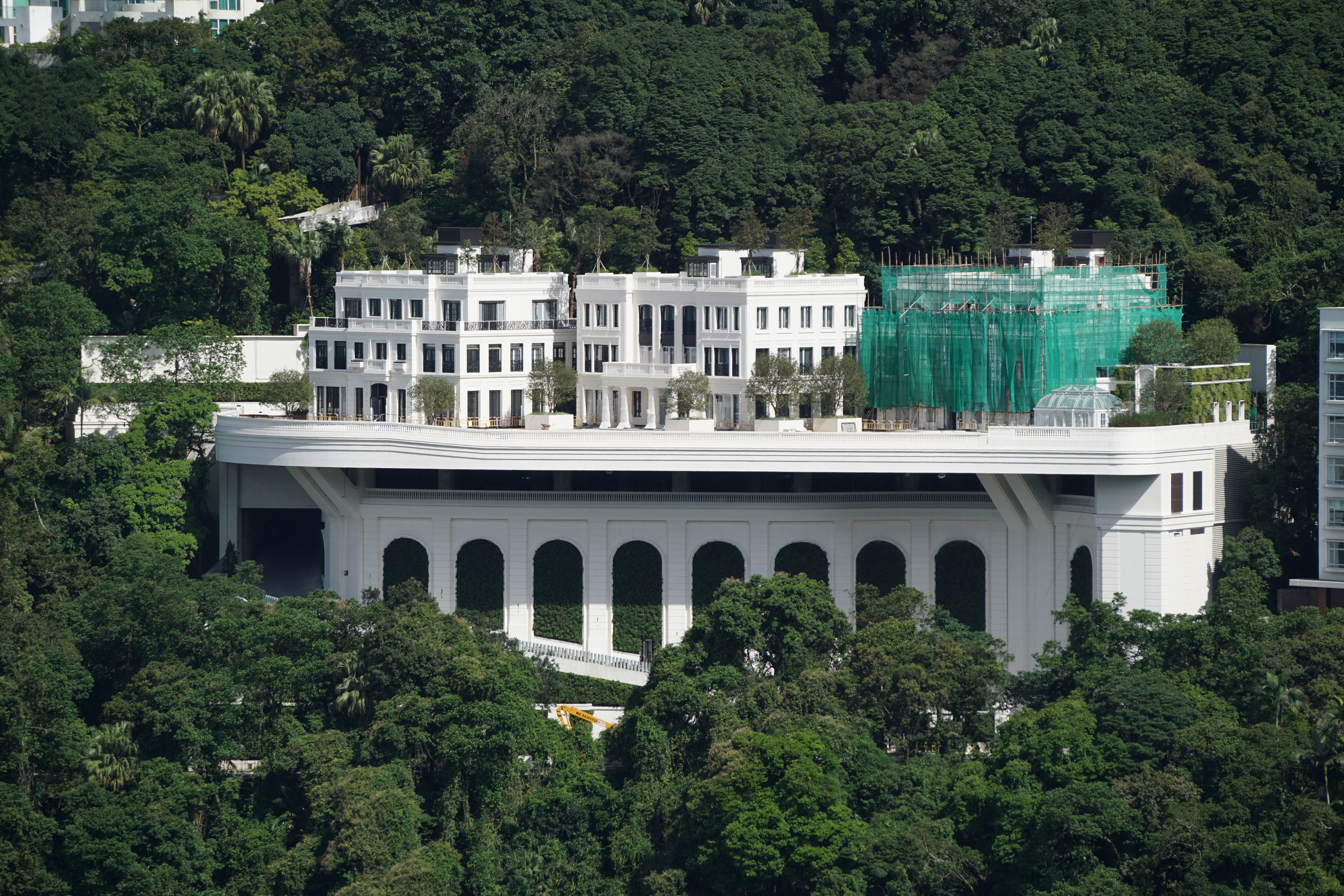
香港ピーク地区の豪邸

豪邸（ごうてい、英：luxurious mansion）とは、物的財産として高価格な高級住宅、高額な住宅のことである。邸宅あるいは屋敷、館とほぼ同義であり、不動産業分野でも使用される用語である。
一般的には広い区画敷地面積を有し、美しい建築デザイン、豪華なインテリアデザイン、高品質の建物構造や材料、繊細な建設プロセスおよび優れた景観や照明、プライバシー確保、財産管理サービス、その他生活条件の整った邸宅を指すが、こうした物件は戸建てに限らず集合住宅でも見受けられる。
特定の地域において当該地の住居がいずれも高級住宅であれば、そのエリアは高級住宅街とも呼ばれる。

## 19世紀米国の豪邸

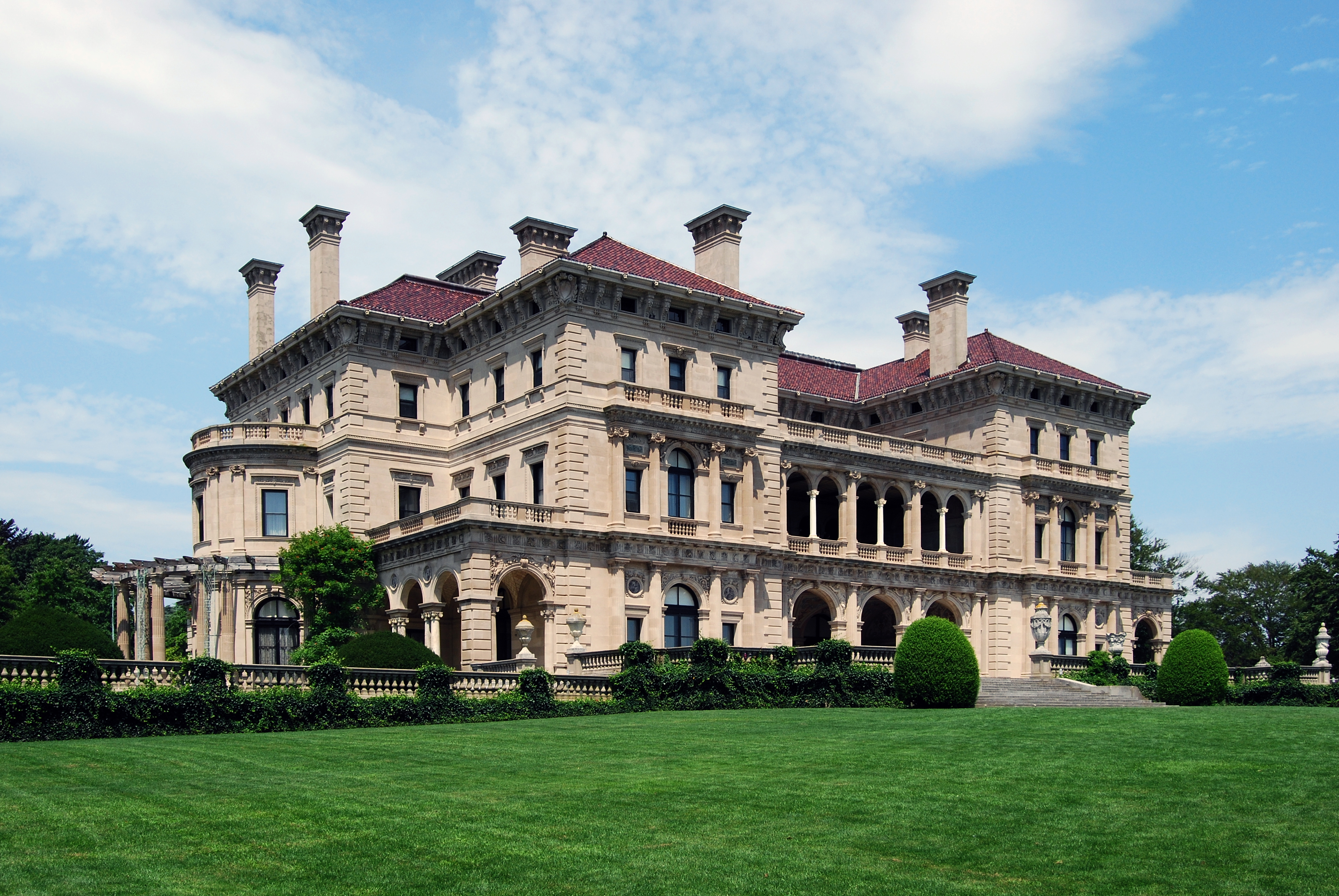
ブレーカーズは、豪華さと大きさの点で「宮殿」であり、金ぴか時代の邸宅の時代を象徴していた

いわゆる米国における金ぴか時代の邸宅は、1870年から1900年代初頭にかけて往時で最も裕福な者により豪邸として建てられていった。
国はタバコや鉄道、鉄鋼、化石燃料で産業が拡大し、経済的、技術的、科学的進歩と合わせて、個人所得税制の未制度という時代と一体となって大きな財産を蓄積するというこうした産業、金融、商業エリートによって育てられていった。これにより、当時の著名な建築家によって設計され、多くがヨーロッパから輸入された骨董品、家具、収集品、芸術作品で飾られた、真の「宮殿」を建設することが可能となり、住処は非常に豊かなものになっていった。

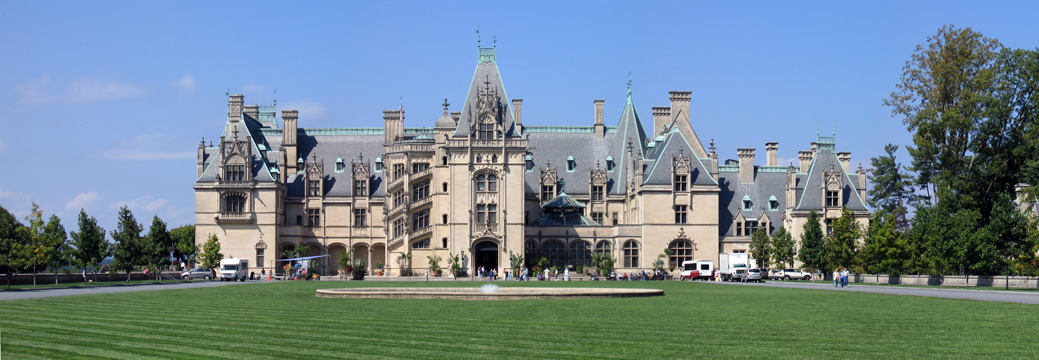
ビルトモア、米国最大の家。

比較的若い国のこの小さな成金の起業家市民は、自分たちを偉大な西洋の伝統の相続人と考えることによって、自分たちの生活と幸運の文脈と意味をみいだす。ギリシャ人からローマ帝国を経てヨーロッパのルネサンスに至るまでの文化的血統をたどりうることでアメリカの上級階級と商人階級は、グランドツアーの一環として、ヨーロッパの大都市と地中海の古代遺跡を訪れ、西部の文化遺産を収集して尊重し、世界中を旅しだす。その海外旅行でヨーロッパ貴族の領地を賞賛し、自分たちをアメリカの「貴族」と見なし、アメリカの土地にある旧世界の住居をエミュレートしたいと考えだした。
これらの豪邸はすべて19世紀の高等社会の社会的儀式としての「寺院」であり、一連の部屋が分離されてガラのダイニングルームなどの特定の活動を目的とした空間の特殊化の結果ディナー、ボールルーム、図書館などが備わる。
こうした精巧な富と権力の要塞は、来客を感動させ、楽しませ、招き入れるために作られたが、同時に社会的な役割や機能を果たした。数が比較的少なく、地理的に分散しているため検証は十分ではないが、大部分はフランス、イギリス、イタリアなどの時代や国もさまざまなヨーロッパの建築および装飾スタイルで建てられた。
金ぴか時代の社会状況と豪邸は、映画ではマーティン・スコセッシの『エイジ・オブ・イノセンス』 （1993）に精緻に描かれている。この作品は、イーディス・ウォートンの1920年の同名の小説に基づいている。

## 豪邸が出現する作品
Category:豪邸を舞台とした作品を参照。

## 外部参照
- ラグジュアリールームとスタンダードルームは重要なアーカイブ 2008年6月4日 - ウェイバックマシン
- マンションアーカイブ 2019年11月15日 - ウェイバックマシン
- 世界の豪邸 – 社長、セレブの保有する世界の豪邸を紹介

## 参照
1. ↑  《什麼因素支撐樓盤賣出頂級價錢？》，廣州日報，2007-06-25
2. ↑  台北稅捐稽徵處 > 房屋稅 >高級住宅問與答
3. ↑  “Historic Oakwood” (英語). Historic Oakwood. 2019年10月3日閲覧。
4. ↑  Survey and Planning Unit Staff (1974年5月). “Oakwood Historic District” (pdf). National Register of Historic Places - Nomination and Inventory.   North Carolina State Historic Preservation Office. 2015年6月1日閲覧。
5. ↑  David R. Black (1987年6月). “Linden Avenue Amendment to Oakwood Historic District” (pdf). National Register of Historic Places - Nomination and Inventory.   North Carolina State Historic Preservation Office. 2015年6月1日閲覧。
6. ↑  Allison H. and David R. Black (1988年5月). “Oakwood North Amendment to Oakwood Historic District” (pdf). National Register of Historic Places - Nomination and Inventory.   North Carolina State Historic Preservation Office. 2015年6月1日閲覧。
7. ↑  David R. Black (1987年8月). “Oakwood South Amendment to Oakwood Historic District” (pdf). National Register of Historic Places - Nomination and Inventory.   North Carolina State Historic Preservation Office. 2015年6月1日閲覧。

- ↑  “偽豪宅勢危 今年恐跌三成”. 信報. (2018年12月28日) 2020年5月25日閲覧。